# Jone o Gli ultimi giorni di Pompei
Jone o Gli ultimi giorni di Pompei è un film del 1913, diretto da Ubaldo Maria Del Colle e Giovanni Enrico Vidali. È la terza trasposizione cinematografica del romanzo Gli ultimi giorni di Pompei (1834) di Edward Bulwer-Lytton. Il nome "Jone" è un riferimento all'opera del 1858 Jone, ossia L'ultimo giorno di Pompei in quattro atti di Errico Petrella su libretto di Giovanni Peruzzini, sempre tratta dal romanzo.

## Trama
79 dopo Cristo. Nella città di Pompei il giovane Glauco ama la bella Jone, seppure sia corteggiato da Giulia e amato segretamente dalla sua schiava cieca Nidia.
Un giorno Glauco viene ingiustamente accusato di omicidio dal sacerdote di Iside, Arbace, il quale vuole sposare Jone e compiacere Giulia.
Glauco viene condannato ad essere divorato dai leoni nell'arena della città, a proprio quel giorno il Vesuvio erutta.